# Thomson (Illinois)
Thomson es una villa ubicada en el condado de Carroll en el estado estadounidense de Illinois. En el Censo de 2010 tenía una población de 590 habitantes y una densidad poblacional de 95,55 personas por km².

## Geografía
Thomson se encuentra ubicada en las coordenadas 41°58′22″N 90°6′42″O / 41.97278, -90.11167. Según la Oficina del Censo de los Estados Unidos, Thomson tiene una superficie total de 6.17 km², de la cual 6.17 km² corresponden a tierra firme y (0%) 0 km² es agua.

## Demografía
Según el censo de 2010, había 590 personas residiendo en Thomson. La densidad de población era de 95,55 hab./km². De los 590 habitantes, Thomson estaba compuesto por el 93.39% blancos, el 3.22% eran afroamericanos, el 1.19% eran amerindios, el 0.34% eran asiáticos, el 0% eran isleños del Pacífico, el 0.85% eran de otras razas y el 1.02% pertenecían a dos o más razas. Del total de la población el 2.88% eran hispanos o latinos de cualquier raza.